# 基洛夫斯克 (列寧格勒州)
59°52′N 30°59′E / 59.867°N 30.983°E
基洛夫斯克 （俄语：Ки́ровск）是俄羅斯列寧格勒州的一個城市，位於涅瓦河畔、東距聖彼得堡33公里。2002年人口為24,361人。
1929年由謝爾蓋·基洛夫建立，時稱涅夫杜布斯特罗伊（Невдубстрой）。1953年設市，並以基洛夫為名。